# 藏族跳方棋
藏族跳方棋，藏語為玉久、雨久，是流传于安多地區的兩人傳統棋類，綜合方棋、跳棋的特色。

## 棋具
- 為N*(N-1)縱橫線組成，通常11*10。

- 每方枚數等於棋盤總數一半，以兩色區分敵我。

## 規則
- 对弈过程分三階段。
  - 放子：对弈双方依次将己子放入空棋點。
  - 拔子：先由先行方移除一枚敵棋，再輪到後行方。
  - 走子：先行方先，開始移動己棋，沿縱橫線一格。若某玩家棋子剩下N枚以下，該方就可自由移動至任何空點。

- 四種吃法。
  - 跳吃：沿縱橫線跳過一枚鄰點的敵棋落到同方向的緊連空點，可連跳，可改變方向。移動結束後，再將所有跳過的敵棋移出棋盤。
    - 若某玩家棋子剩下N枚到四枚，不能單跳吃，只能連跳吃。

  - 成型吃：在走子階段，只要己方回合結束時，己棋每排成以下三種排列之一，就吃掉对方一定數量的棋子。
    - 長槍：N枚棋子以縱、橫方向連成直線，任意吃掉敵方二子。
    - 短槍：N-1枚棋子以縱、橫方向連成直線，任意吃掉敵方一子。
    - 方：四枚棋子組成一個緊鄰相連的小正方形，吃掉敵方一子。若同時形成多個，則吃子數累加。

- 不得阻塞所有敵棋。

- 使對方只剩下三枚以下則獲勝，或是僵持時由子多方者勝[2]。